# 北野タレント名鑑
『北野タレント名鑑』（きたのタレントめいかん）は、2004年4月16日（15日深夜）から2006年3月24日（23日深夜）までフジテレビ系列で深夜に放送されていたクイズバラエティ番組である。放送時間は、毎週金曜 1:05 - 1:35放送（木曜深夜、関東地区、日本時間）。

## 番組概要
毎週、頭文字一文字から連想されるタレント5名を、司会のビートたけしとガダルカナル・タカが無作為に選び、スタジオに呼びクイズを行うという番組である。誰でも知っているタレントも出演する事もあるが、一部の人間しか知らないタレントも出演する事も、この番組の魅力である。また番組の出演条件も特徴的で、ノーギャラ（無報酬）であることが条件であり、これが番組冒頭の出演交渉のシーンに色々と味を出している。よくタカが人選に戸惑うと江戸家猫八（四代目）に電話をしヒバリの声などをやってもらった。
最初はゴンドラが最上部にあり、正解と共にゴンドラが下がっていく（当初は昔のアップダウンクイズの要領だったが、途中から逆になった）また2問正解時までヴェールがあり、顔が見えないようになっている。（ヴェールからはみ出て顔が映りそうになる場合は、番組マスコットのマークで顔を覆い映像では3問正解するまでは徹底的に顔を映さない様になっている。）3問正解で顔出し、4問正解でそのタレントのPRが出来る。
解答者（ゲスト）は5名なので解答席（ゴンドラ）が5枠あり、（番組では1番 - 5番といった枠番は設けていないが、説明の便宜上、向かって左の解答席から1枠、以後順に右側が5枠とする）たいていは1枠には顔を隠されていても顔のイメージが沸く、充分世間でも顔が知れ渡った御大クラスのタレントが座る。以降2、3枠は殆ど認知度が無い芸人や、割りと懐かしいというかご無沙汰なタレントが多い。4枠はお笑いタレントで、2人組の場合であろうとあくまでも解答者は1人なので、相方は別席にいる。（そこはヴェールが無い為お面を被り、解答者の相方が3問正解するまではお面は外せない。）5枠はグラビアアイドルがお決まり。殆ど発展途上の売り出し中のピチピチギャルである。意外に司会進行のガタルカナル・タカが特別その5枠のギャルに裁定を甘くするといった様な事はさほど無いものの、時たま「絵が可愛いから」とかいう理由で、（途中で必ず「作曲」したり、もしくは「絵で表現」してください」という問題が出題される）それまで2問正解だったのを2ポイント与え一挙に4問正解のPRタイム獲得にさせてしまう。といった事もあった。
番組中に問題は6問程出題される。解答方法は全てプラカードに解答を記入し、それを立てかける方法である。本当に正解が判らずに当てずっぽうに記入するものや、不正解で顔出し出来ないのを覚悟で、それでも受け狙いでギャグを交えた解答をする者など様々であった。特に4枠のお笑いタレントに多いが、久々のテレビ出演だからPRをしたいとしゃかりきになって正解を出そうとする者も少なくなかった。
番組の最後に、番組スタッフのエンドロールが流れるバックで、3問正解出来ずに顔が一切映らなかった解答者は、終了後の抱負を一言述べるシーンが一人に対して3秒程映るが、そのカットは画面の左上部に小さく映るだけで、視聴者が見える域ではない。
2年間の期間で全84回放送された。一度だけ60分の拡大スペシャルを放送した事がある。
元々この番組は、フジテレビ721で放送されていた『チャンネル北野』の「ウモラサヌ（知名度の低い芸能人を埋もらさぬという意味から）」という企画から派生された（2回制作し放送）。「ウモラサヌ」には司会を務めていたマキタスポーツと放送作家の倉本美津留の二人がタレント名鑑を見ながら電話で出演交渉をしていた。

## 出演者

### 司会者
- ビートたけし
- ガダルカナル・タカ - 番組進行
- 戸部洋子（フジテレビアナウンサー）

ゲストへのインタビュー、アシスタント、たけしが休んだ時タカと共に次回収録ゲストの電話キャスティングを行った。

### 出題者
- ダンカン

「なぞなぞマン」のなぞなぞ、「シークレットクイズ」の芸能人クイズ、石ケン（鉄拳のものまね）など。またダンカンは、たけしがスケジュールの都合上（海外の映画祭へ出席など）番組を休まなければならない時の司会代理を務めた。
- グレート義太夫

「フォーク博士」「カールおじさん」として音楽に関するクイズを出題。ギターの演奏の際、マキタスポーツが登場するパターンもある。
- 〆さばアタル

ゾマホン・ルフィンのものまね。
- 〆さばヒカル

「お笑い医師」としてケーシー高峰風のネタを披露。
- お宮の松

「お宮のマッチョ」として筋肉を誇示したキャラクターで出演。
- 無法松

仲本工事、滝口順平などのものまね。「保安官のニック」として西部劇風のキャラクターでも出演。大喜利を出題。
- アル北郷
- ガンビーノ小林

「お笑い博士」として芸能人に関するクイズを出題。
- マキタスポーツ

矢沢永吉、笑福亭鶴瓶、ダース・ヴェイダー、タコ様（たこ八郎とペ・ヨンジュンの合わせ技）など幅広いものまねを披露。「どっかの泥棒」として音楽に関するクイズも出題。
クイズを出す際、様々なものまねやコスプレで登場。「モリゾーとキッコロ」、「ワケルンジャー」、「お絵描きバラバラクイズ」などたけし軍団のメンバー数人で出題されるクイズもあり。
番組最終回ではかつて、ガンビーノ小林とアル北郷がコンビを組んでいた「スピーク☆イージー」も一夜限りの再結成を果たした。

### 主なゲスト
- アーネスト・ホースト（2004年4月16日放送）
- 萩原流行（2004年5月21日・2005年9月23日放送）
- マギー司郎（2004年7月9日放送）
- 松本まりか（2004年7月9日放送）
- 島崎俊郎（2004年7月23日・8月13日・12月24日放送）
- 宍戸開（2004年7月23日放送）
- 白石まるみ（2004年7月23日放送）
- しいなまお（2004年7月23日放送）
- コージー冨田（2004年7月30日放送）
- ヨネスケ（2004年8月6日放送）
- MEGUMI（2004年9月3日放送）
- 藤田弓子（2004年9月10日放送）
- 布施辰徳（2004年9月10日放送）
- 福岡サヤカ（2004年9月10日放送）
- 渡辺正行（2004年9月17日放送）
- 岸本加世子（2004年10月29日放送）
- ケント・デリカット（2004年11月5日放送）
- 劇団ひとり（2004年11月5日放送）
- 出川哲朗（2004年11月12日放送）
- 村野武範（2004年11月26日放送）
- ムッシュ・ピエール（2004年11月26日放送）
- 磯野貴理子（2004年12月24日放送）
- 清水圭（2004年12月24日放送）
- ダチョウ倶楽部（2004年12月24日放送）※ただし、上島竜兵は出演せず。
- 千野志麻（フジテレビアナウンサー 2004年12月24日放送）
- 野村沙知代（2005年1月16日放送）
- 野々村真（2005年1月16日放送）
- 湯原昌幸（2005年2月18日放送）
- ヒロシ（2005年2月25日放送）
- ローバー美々（2005年3月4日放送）
- 所ジョージ（2005年3月25日放送）
- 東貴博（Take2 2005年4月29日放送）
- だいたひかる（2005年5月6日放送）
- ダンディ坂野（2005年5月6日放送）
- 稲川淳二（2005年5月13日放送）
- さだまさし（2005年6月10日放送）
- 佐々木健介（2005年6月10日放送）
- 丸居沙矢香（2005年7月14日放送）
- パパイヤ鈴木（2005年9月23日放送）
- 高橋名人（2005年12月17日放送）
- ビートきよし（2006年1月20日・1月27日・3月24日放送）
- 相澤仁美（2006年3月24日放送）
- 松鶴家たかし（ビートたけし）（2006年3月24日放送）
- はなわ
- 濱田のり子
- 春一番
- 原田麻衣
- 前田健
- マリエ
- 松尾伴内
- つまみ枝豆
- 次原かな
- ルー大柴

## スタッフ
- ナレーター：小松由佳
- 企画：ダンカン、ニンポップ（倉本美津留）
- 編成：大辻健一郎（フジテレビ）
- 構成：安達元一、竹内きよのり（イラストも担当 本名の竹内清訓 表記も有り）、斉藤タカシ
- TP：中村彰
- TD：松嶋賢一
- カメラ：川崎昭
- 照明：木幡和弘（東新）
- 音声：竹山裕隆
- VE：富田祐介、北本崇、吉田崇（週替わり）
- VTR：今村信男
- 音響効果：有馬克己
- EED：関口晴央（毎週）、木村有宏、粟野耕太 ほか（関口以外は週替わり交代）
- MA：植木俊彦
- TK：江藤香織
- 美術プロデューサー：丸山覚
- 美術デザイン：高松浩則
- 美術制作：矢部香苗
- 美術進行：東山浩美
- 装置：鈴木匡人
- 特殊道具：白鳥保夫
- 衣裳：高野知子
- メイク：玉田秋恵
- 収録スタジオ：渋谷ビデオスタジオ
- 技術協力：ビデオスタッフ、テレテックメディアパーク、スカイウォーカー
- 美術協力：アックス
- 協力：オフィス北野
- CG：ヴィジブレックス
- エンドタイトル：THE STRiPES
- プロデューサー：吉田宏（イースト）、梅本覇留（イースト）
- 演出：藤保修一（イースト）
- 制作協力：イースト
- 制作：フジテレビ、COMPASS

## ネット局
- フジテレビ
- 岩手めんこいテレビ
- さくらんぼテレビ
- 新潟総合テレビ
- 長野放送
- 石川テレビ
- 富山テレビ（不定期）
- 岡山放送
- 高知さんさんテレビ
- テレビ西日本
- テレビ熊本
- テレビ長崎
- 鹿児島テレビ（単発）
- 沖縄テレビ

## 関連番組
- 北野ファンクラブ
- 北野富士
- 足立区のたけし、世界の北野
- たけしの斎藤寝具店
- 北野フォーク人生王（当番組放送時の2005年12月30日 1:15 - 2:15に放送された特別番組）
- チャンネル北野
- たけしのコマネチ大学数学科
- クイズ☆タレント名鑑